# ロマンティックじゃない?
『ロマンティックじゃない?』（原題：Isn't It Romantic?）は2019年に公開されたアメリカ合衆国のロマンティック・コメディ映画。監督はトッド・シュトラウス＝シュルソン、主演はレベル・ウィルソンが務めた。日本国内では劇場公開されなかったが、Netflixによる独占配信が行われている。

## ストーリー
子どもの頃、ナタリーはロマンティック・コメディ映画の世界観に憧れていたが、母親にその理想を打ち砕かれてからというもの、恋愛を醒めた目で見ていた。恋愛を過度に理想化したロマンティック・コメディ映画が大嫌いになってしまったのである。そんなある日、ナタリーは地下鉄を降りた途端にひったくりに襲撃されてしまった。ナタリーはひったくりの撃退にこそ成功したが、運悪く頭を強打してしまい、意識不明のまま病院に運び込まれることになった。しばらくして、意識を取り戻したナタリーは退院することになったが、帰宅して驚愕することになった。殺風景だったはずの自宅の内装が、パステルカラーのおしゃれな内装に早変わりしていたからである。
周囲で起こる奇妙な事態を観察した結果、ナタリーは自分がPG13指定のロマンティック・コメディ映画の世界に迷い込んでしまったことを確信する。ロマコメの王道展開に巻き込まれてうんざりするナタリーであったが、一刻も早く元の世界に戻るべく奮闘するのだった。

## キャスト
※括弧内は吹き替え声優
- レベル・ウィルソン - ナタリー（品田美穂）
- リアム・ヘムズワース - ブレイク（小松史法）
- アダム・ディヴァイン - ジョシュ（高木渉）
- プリヤンカー・チョープラー - イザベラ（浅野まゆみ）
- ベティ・ギルピン - ホイットニー（渡辺明乃）
- ブランドン・スコット・ジョーンズ - ドニー（兼政郁人）
- トム・エリス - トッド医師（遠藤大智）
- ジェニファー・ソーンダース - ナタリーの母親（鶴田真希）

## 製作
2016年5月23日、ニュー・ライン・シネマ製作の新作コメディ映画にウィルソンが出演することになったと報じられた。2017年3月22日、シュトラウス＝シュルソンが本作の監督に起用されたとの報道があった。5月、アダム・ディヴァイン、リアム・ヘムズワース、プリヤンカー・チョープラーがキャスト入りした。6月14日、ベティ・ギルピンの出演が決まったと報じられた。7月10日、本作の主要撮影がニューヨークで始まった。2018年10月31日、本作のファースト・トレイラーが公開された。

## 騒動
2018年10月31日、ウィルソンは『エレン・デジェネレス・ショー』に出演し「私はロマンティック・コメディ映画の主演を務めた最初のプラスサイズ女性です」という主旨の発言をした。この発言がリッキー・レイク、モニーク、クイーン・ラティファ、メリッサ・マッカーシーらロマンティック・コメディ映画で主演を務めた先人のプラスサイズ女性への敬意を欠いた発言とみなされ、ウィルソンに批判が殺到した。ウィルソンは自身のTwitterで発言の真意を釈明したが、それがさらに批判を呼ぶことになり、11月6日に謝罪ツイートを投稿するに至った。

## 興行収入
本作は『アリータ:バトル・エンジェル』および『ハッピー・デス・デイ 2U』と同じ週に封切られ、公開初週末に1600万ドル前後を稼ぎ出すと予想されていたが、実際の数字はそれを若干下回るものとなった。2019年2月14日、本作は全米3,444館で公開され、公開初週末に1424万ドルを稼ぎ出し、週末興行収入ランキング初登場3位となった。

## 評価
本作は批評家から好意的に評価されている。映画批評集積サイトのRotten Tomatoesには122件のレビューがあり、批評家支持率は69%、平均点は10点満点で6.1点となっている。サイト側による批評家の見解の要約は「『ロマンティックじゃない?』はロマコメの王道展開を茶化しているが、そのストーリー展開は茶化しているものと同じである。しかし、同作における風刺の中には切れ味のある物もあり、心地よいロマコメに仕上がっている。主演のレベル・ウィルソンもロマコメと風刺の双方によく馴染んでいる」となっている。Metacriticには31件のレビューがあり、加重平均値は60/100となっている。また、本作のCinemaScoreはBとなっている。